# Sven Holmquist
Sven Georg Holmquist, född 28 oktober 1888 i Viksta församling, Uppsala län, död 13 november 1951 i Harmångers församling, Gävleborgs län
, var en svensk präst.
Holmquist, som var son till kyrkoherde Olof Holmquist och Anna Louise Sofia Westin, avlade efter studentexamen i Hudiksvall 1908 teologisk-filosofisk examen vid Uppsala universitet 1911 samt blev teologie kandidat, avlade praktisk teologiska prov och prästvigdes för Ärkestiftet 1913. Han tjänstgjorde som pastorsadjunkt i Bollnäs församling, vice komminister i Hedesunda församling och vice pastor i Lena och Tensta församlingar. Han blev komminister i Järvsö församling 1918, kyrkoherde i Harmångers och Jättendals församlingar 1922 och kontraktsprost i Nordanstigs kontrakt 1935. Han var ordförande i kyrkofullmäktige samt i folkskolestyrelsen i Harmånger och Jättendal.